# Chucky (série de televisão)
Chucky é uma adaptação para série de televisão de terror norte-americana criada por Don Mancini com base na franquia Child's Play. Ela estreou na Syfy e na USA Network em 12 de outubro de 2021. A série serve como uma continuação de Cult of Chucky, o sétimo filme da franquia.
Desenvolvida pela Syfy e pela USA Network, a série segue Chucky enquanto ele comete uma série de assassinatos misteriosos em uma cidade tranquila nos Estados Unidos. O criador da série, Mancini, e o produtor David Kirschner, atuam como produtores executivos da série, ao lado de Nick Antosca, Harley Peyton e Alex Hedlund. A série estreou simultaneamente na Syfy e na USA Network em 12 de outubro de 2021 e recebeu críticas geralmente positivas dos críticos. Em novembro, a série foi renovada para uma segunda temporada que teve sua estreia em 5 de outubro de 2022.Em janeiro de 2023, a série foi renovada para uma terceira temporada, que estreou em 4 de outubro de 2023, e irá ao ar em duas partes, com a segunda parte chegando em 2024. Em setembro de 2024, a série foi cancelada após três temporadas.

## Enredo
A série se passa após os eventos de Cult of Chucky. Na cidade de Hackensack, Nova Jérsia, Jake Wheeler, de 14 anos, compra um boneco 'Good Guy' em uma venda de garagem para usá-la em seu projeto de arte contemporânea. Mais tarde, ele descobre que o boneco está possuído pela alma do assassino em série Charles Lee Ray, que nesta forma é conhecido como Chucky. Jake logo se torna um suspeito de uma série de eventos estranhos envolvendo o boneco, que desencadeia uma onda de assassinatos chocantes pela cidade. Alguns dos colegas de classe do menino também se verão vinculados a esses eventos. Além disso, uma série de flashbacks explora o passado de Charles como uma criança aparentemente normal que de alguma forma se tornou um dos assassinos mais notórios de Hackensack.
Estrelando principalmente por adolescentes e anunciada como uma história de "raiva", a série aborda temas de sexualidade, bullying, vida doméstica e assassinato. O personagem principal, Jake Wheeler, se vê instigado a atos homicidas pela boneca enquanto luta contra sua paixão pelo colega Devon e outras questões que surgem por ser gay em ambientes inaceitáveis.

## Elenco e personagens
| Legenda | Legenda                       | Legenda |
| ------- | ----------------------------- | ------- |
| P       | Creditado no elenco principal |         |
| R       | Creditado como recorrente     |         |
| C       | Creditado como convidado      |         |
| —       | Personagem ausente            |         |

| Ator              | Personagem             | Temporadas | Temporadas | Temporadas |
| Ator              | Personagem             | 1          | 2          | 3          |
| ----------------- | ---------------------- | ---------- | ---------- | ---------- |
| Zackary Arthur    | Jake Wheeler           | P          | P          | P          |
| Björgvin Arnarson | Devon Evans            | P          | P          | P          |
| Alyvia Alyn Lind  | Lexy Cross             | P          | P          | P          |
| Teo Briones       | Junior Wheeler         | P          | —          | —          |
| Fiona Dourif      | Nica Pierce            | R          | R          | R          |
| Fiona Dourif      | Chucky/Charles Lee Ray | P          | —          | P          |
| Brad Dourif       | Chucky/Charles Lee Ray | P          | P          | P          |
| Devon Sawa        | Chucky/Charles Lee Ray | —          | C          | —          |
| Devon Sawa        | Lucas Wheeler          | C          | —          | —          |
| Devon Sawa        | Logan Wheeler          | R          | —          | —          |
| Devon Sawa        | Padre Bryce            | —          | R          | —          |
| Devon Sawa        | James Collins          | —          | —          | P          |

## Episódios
| Temporada | Temporada | Episódios | Episódios | Originalmente exibido | Originalmente exibido  | Transmissão lusófona             | Transmissão lusófona           |
| Temporada | Temporada | Episódios | Episódios | Estreia da temporada  | Final da temporada     | Estreia da temporada ( Portugal) | Final da temporada ( Portugal) |
| --------- | --------- | --------- | --------- | --------------------- | ---------------------- | -------------------------------- | ------------------------------ |
|           | 1         | 8         | 8         | 12 de outubro de 2021 | 30 de novembro de 2021 | 10 de janeiro de 2022            | 28 de fevereiro de 2022        |
|           | 2         | 8         | 8         | 5 de outubro de 2022  | 23 de novembro de 2022 | 1 de novembro de 2022            | 20 de dezembro de 2022         |
|           | 3         | 8         | 8         | 4 de outubro de 2023  | 1 de maio de 2024      | ASA                              | ASA                            |

## Produção

### Desenvolvimento

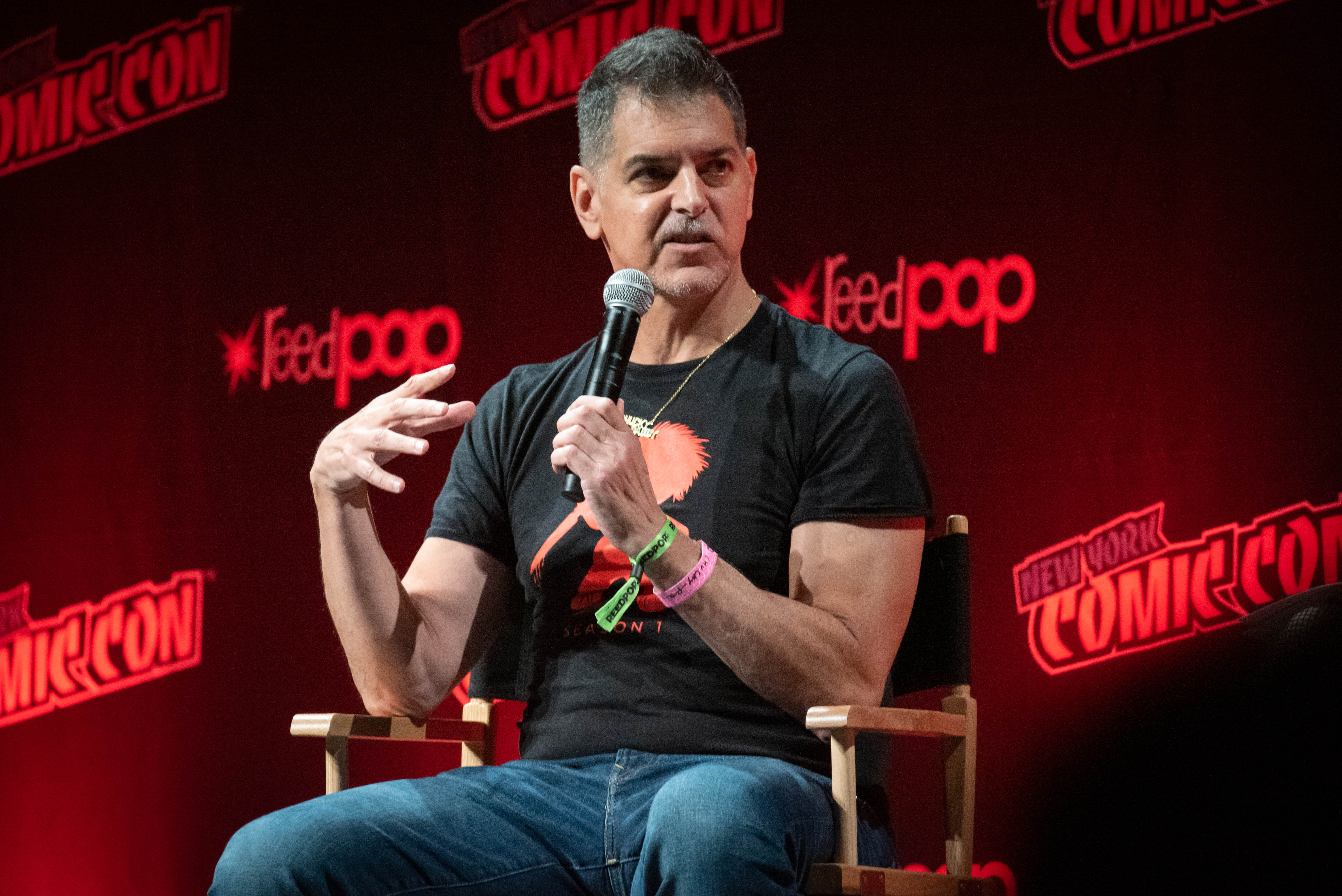
Don Mancini escreveu todos os oito episódios da primeira temporada

Em 29 de janeiro de 2019, foi relatado que a série estava em desenvolvimento no Syfy, com Don Mancini atuando como o criador da série. Mancini também deveria atuar como produtor executivo ao lado de David Kirschner e Nick Antosca. Em 11 de janeiro de 2020, durante a apresentação da NBCUniversal no TCA Winter Press Tour em Pasadena, na Califórnia, foi anunciado que o Syfy havia dado a produção um pedido direto para a série, com Harley Peyton definido para servir como produtor executivo ao lado de Mancini, Kirschner e Antosca. A Universal Content Productions estaria envolvida na produção da série. A série estreou em 12 de outubro de 2021, e com Mancini escrevendo todos os oito episódios da primeira temporada e dirigindo o primeiro episódio. Para o personagem de Chucky, ele foi autorizado a usar a palavra "fuck" no máximo dez vezes por episódio.
Mancini fez uma abordagem um tanto autobiográfica do personagem de Jake, um adolescente gay cujo pai não aceita a "identidade sexual e romântica em ascensão" do menino. O diretor cita esse conflito como referencial de sua própria adolescência. O show é uma sequência direta de Cult of Chucky (2017), onde o final do suspense coloca o personagem titular "na estrada para uma exploração sexual" depois que ele transfere sua alma para um corpo feminino. Como uma inovação para o personagem, Chucky também é usado como uma "metáfora" do valentão da vida real, apresentando-se como "charmoso [e] engraçado" (o que Mancini chamou de "o valentão final"). Ao torná-lo próximo de Jake, cujas lutas estão relacionadas às da comunidade LGBT, a série também reconhece que "o próprio Chucky tem um filho queer" (Glen/Glenda, de Seed of Chucky). Enquanto trabalhava no programa, Mancini estava preocupado com o impacto potencial que o reboot de Child's Play de 2019 poderia ter na franquia, especulando que, se tivesse sido um sucesso, a Universal Pictures poderia ter decidido abandonar a continuidade do filme original. Felizmente para Mancini, o filme reboot não foi o sucesso que a Universal esperava e uma sequência não foi produzida.
Em 29 de novembro de 2021, a USA Network e a Syfy renovaram a série para uma segunda temporada que estrearia em outubro de 2022. Mancini começou a trabalhar no primeiro roteiro em dezembro, e disse a Gizmodo que "muitos dos personagens que os fãs amam" pode reaparecer na segunda temporada. Isso foi ainda comentado por Jennifer Tilly, que prevê o retorno de Glen/Glenda. Os preparativos para as filmagens da segunda temporada começaram em abril de 2022, em Toronto.

### Elenco
Em 17 de julho de 2020, foi relatado que Brad Dourif iria repetir seu papel na dublagem de Chucky. Em 5 de março de 2021, Jennifer Tilly foi escalada para reprisar seu papel de Tiffany Valentine em um papel recorrente, enquanto Zackary Arthur, Teo Briones, Alyvia Alyn Lind e Björgvin Arnarson foram escalados como regulares na série, e Devon Sawa se juntou como recorrente em um papel não revelado. Mais tarde no mesmo mês, Fiona Dourif se juntou ao elenco principal para reprisar seu papel como Nica Pierce. Em abril de 2021, Barbara Alyn Woods e Lexa Doig foram escaladas para papéis recorrentes, enquanto Alex Vincent e Christine Elise McCarthy se juntaram ao elenco principal para reprisar seus papéis como Andy Barclay e Kyle, respectivamente.

### Filmagens
As filmagens da série começaram em 29 de março de 2021 e foram finalizadas em 11 de agosto de 2021 em Toronto e Ontário, no Canadá. O estacionamento da Square One em Mississauga foi usado como um "acampamento base" para a produção. Tony Gardner e Peter Chevako desenvolveram o visual de Chucky com o objetivo de fazê-lo parecer exatamente como em Child's Play 2. Isso ocorreu porque, do ponto de vista de Mancini, a primeira sequência parece ser a favorita dos fãs em geral. Foi preciso um grupo de seis ou sete titereiros para fazer Chucky se mexer, o que representa 99,5% das ações do boneco, segundo Mancini, que manifestou preferência por fazer as coisas praticamente em vez de imagens geradas por computador. Os efeitos digitais foram usados apenas para apagar os titereiros da tela ou quaisquer implementos exigidos pelo animatrônico, como hastes ou cabos. Uma criança chamada Jacob às vezes atuava como dublê. As filmagens da segunda temporada foram programadas para começar em 20 de abril de 2022 e terminaram em 29 de agosto de 2022.

### Música
Joseph LoDuca foi o compositor da série, como fez em Curse of Chucky e Cult of Chucky. Para o show, ele leu os roteiros com antecedência e esperou até que as cenas fossem filmadas para descobrir maneiras de adicionar uma trilha sonora adequada. Acordes de piano são usados algumas vezes ao longo da primeira temporada como um acompanhamento do relacionamento de Jake e Devon, já que o último é visto tocando o mesmo instrumento no primeiro episódio. Uma versão diferente do tema Child's Play 2 pode ser ouvida em cenas envolvendo Chucky e Caroline. Outra melodia tocada em um piano de brinquedo também foi usado, pois parecia implicar "algo mais sinistro [ao que estava acontecendo]", segundo LoDuca. Da mesma forma, o show contém música licenciada por grupos e artistas solo como Billie Eilish, Kim Petras, Electric Youth, The Go-Go's, Yeah Yeah Yeahs, Shaed e Rob Zombie, entre muitos outros.

## Promoção e transmissão

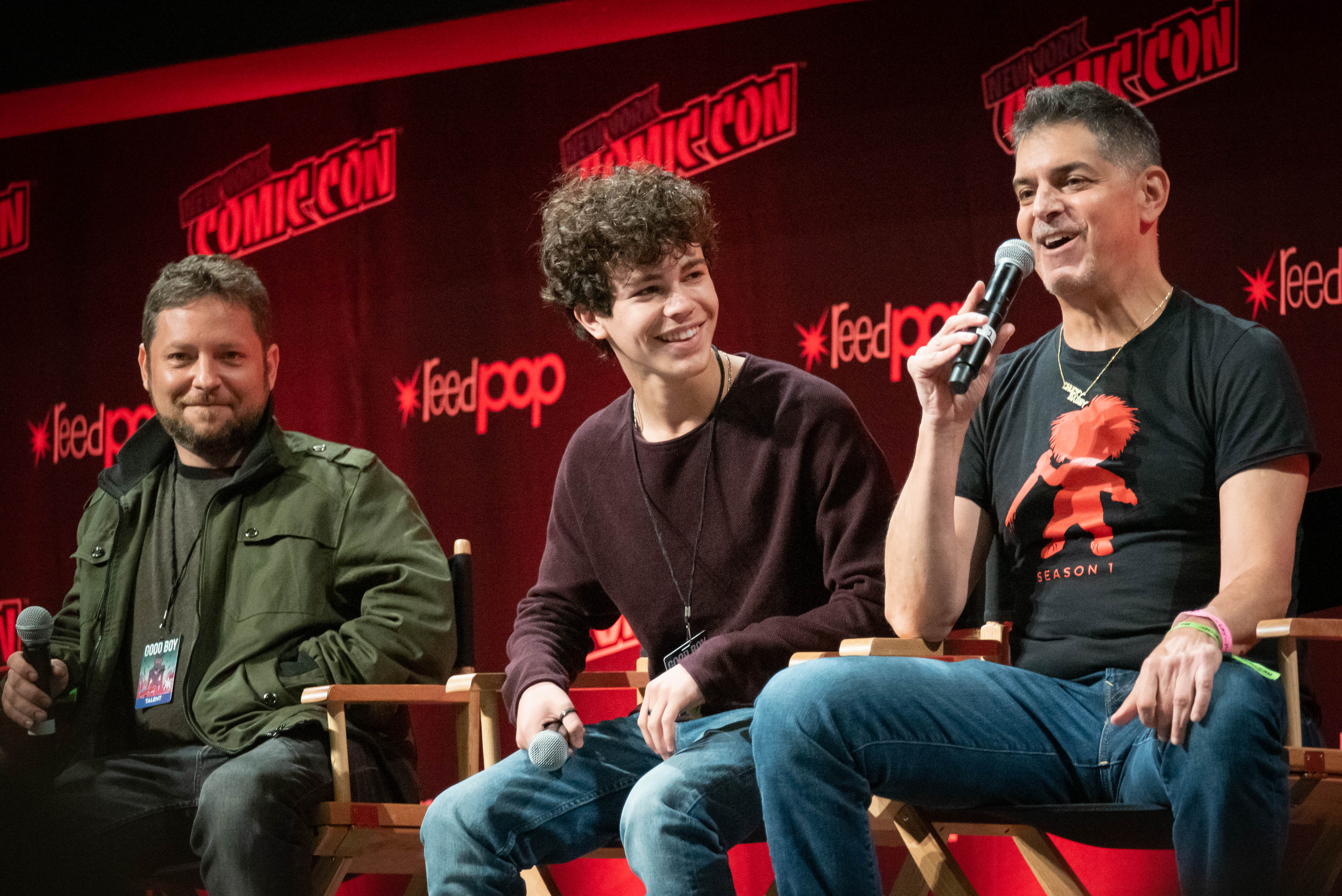
Painel de Chucky na New York Comic Con de 2021. Da esquerda para a direita: Alex Vincent, Zackary Arthur e Don Mancini.

Uma semana após a estreia estadunidense, Chucky foi transmitido no Showcase no Canadá em 19 de outubro de 2021. Também ficou disponível no Star+ para toda a América Latina em 27 de outubro. Anunciado como uma história de "vinda da raiva" antes da estreia, ambos os canais lançaram vários pôsteres e vídeos promocionais, incluindo um em que Chucky reencena o trailer do filme Magic de 1978, com seu canto vodu clássico para Damballa. Em junho, a Syfy apresentou a maratona "Pride of Chucky", composta por seis dos sete filmes da franquia Child's Play, em comemoração ao mês do orgulho LGBTQIA+. Em 8 de outubro, Don Mancini, Zackary Arthur, Jennifer Tilly e Alex Vincent compareceram à New York Comic Con, onde um caminhão de sorvete com a marca "Good Guys" foi exibido. Uma exibição do primeiro episódio também foi realizada no mesmo evento.
A série tornou-se disponível para streaming no Peacock após o final da 1ª temporada em 1 de dezembro de 2021. Uma semana após a estreia americana, Chucky estreou no Showcase no Canadá em 19 de outubro de 2021. Também está disponível no Star+ para toda a América Latina, 9Now na Austrália e no Sky Max no Reino Unido e na Irlanda. Em Portugal e na Espanha a série estreou no dia 10 de janeiro em episódio duplo e encontra-se em exibição pelo canal Syfy de ambos os países, com uma transmissão em simultâneo, todas as segundas às 22:15 em Portugal e 23:15 em Espanha.

## Recepção

### Resposta crítica
No site Rotten Tomatoes, a primeira temporada da série apresenta uma taxa de aprovação de 89%, baseada em 36 avaliações críticas, com uma média de 7/10. O consenso dos críticos aponta que: "Um espetáculo sanguinolento que se beneficia grandemente do retorno de Brad Dourif, Chucky pode não agradar aos não fãs da franquia, mas os entusiastas encontrarão seu humor absurdo e terror criativo muito bem preservados na televisão." Já no Metacritic, a série obteve uma pontuação média ponderada de 70 em 100, baseada em 10 avaliações, indicando "críticas geralmente favoráveis".
As primeiras análises, baseadas nos quatro primeiros episódios disponibilizados para a crítica, destacaram a adaptação da franquia ao formato televisivo. Alex McLevy, do veículo The A.V. Club, afirmou que a série "mantém toda a propensão do personagem Chucky para assassinatos grotescos e um humor ácido e juvenil", ressaltando que "quando essa mistura excêntrica de sensibilidades funciona, o show pode ser extremamente divertido". O crítico Daniel Fienberg, do The Hollywood Reporter, descreveu a franquia como "mais engraçada do que assustadora", embora esta versão incline-se um pouco mais para o terror; ele ressaltou que "a série entrega cenas sólidas de Chucky em ação", e que a interação dos personagens humanos com o boneco pode causar um leve desconforto. Allison Keene, da revista Paste, classificou a série como "surpreendentemente acolhedora em termos de atmosfera e direção". Por sua vez, Steven Scaife, da revista Slant, definiu a série como "uma produção divertida e absurda que gera tanto empatia quanto choque", acrescentando: "Ela cria um universo de jovens alienados e maleáveis, que foram, em graus variados, negligenciados por seus pais, e expressa o perigo do que eles encontram ao serem rejeitados".
Na plataforma Rotten Tomatoes, a segunda temporada conta com uma taxa de aprovação de 92%, baseada em 12 avaliações, e uma média de 8/10. Em crítica referente aos dois primeiros episódios disponibilizados aos críticos, Alyse Wax, do site Collider, afirmou que a série "inicialmente parece um terror padrão do dia a dia", porém é "divertida" e "um deleite". Jeff Ewing, do Slash Film, destacou a química entre os três atores principais (Arthur, Arnarson e Alyn Lind), ressaltando que "eles são mais convincentes quando atuam juntos do que separadamente".
Já na Rotten Tomatoes, a terceira temporada apresenta 100% de aprovação, baseada em 14 avaliações, com média de 8,1/10. O consenso dos críticos destaca que: "Chucky toma Washington e certamente conquistará o voto de todo fã de terror nesta terceira rodada agitada de caos".

### Avaliações
Em sua primeira semana, o show atraiu um total de 4,4 milhões de espectadores, metade deles na faixa demográfica de 18 a 49, de acordo com o Nielsen Ratings. Foi uma das estreias de maior audiência de 2021 na televisão a cabo. Com os episódios mais tarde estreando nos canais oficiais do YouTube, da Syfy, e da USA Network gratuitamente, Chucky também obteve 2,9 milhões de visualizações combinadas nos Estados Unidos, em 25 de outubro. Embora tenha sido o segundo mais procurado nova série de TV em meados de novembro, o sexto episódio teve uma queda de 10,9% na audiência como a temporada de Natal abordado. O penúltimo episódio da primeira temporada, "Twice the Grieving, Double the Loss", foi assistido por 0,348 milhões de telespectadores na USA Network e 0,350 milhões no Syfy, significando um aumento na audiência em comparação com o episódio anterior.